# 12548 Ерінрайлі
12548 Ерінрайлі (12548 Erinriley) — астероїд головного поясу, відкритий 17 серпня 1998 року.
Тіссеранів параметр щодо Юпітера — 3,513.